# مارماهی اروپایی
مارماهی اروپایی (نام علمی: Anguilla anguilla) نام یک گونه از تیره مارماهی مهاجر است.